# Horst Rademacher (Journalist)
Horst Rademacher (* 12. Mai 1954 in Duisburg) ist ein deutscher Wissenschaftsjournalist und Geophysiker.
Rademacher arbeitete nach dem Wehrdienst in der Lokalredaktion der Neuen Ruhr-Zeitung. Er studierte Astronomie und Geophysik  erwarb sein Diplom in Köln und Bonn und schrieb seine Diplomarbeit in Köln über Erdbeben im Rheinland. Er war einige Jahre Wissenschaftsredakteur beim Kölner Stadtanzeiger. Ab 1984 war er mit einem Stipendium der Robert-Bosch-Stiftung am Massachusetts Institute of Technology und war dort Knight Fellow. 1986 zog er nach Kalifornien (Orinda) und berichtete von dort für FAZ, für die er viele Jahre Wissenschaftsredakteur war.
Er arbeitete mit Breitband-Seismometern am Observatorium Gräfenberg bei Erlangen, war an den seismischen Untersuchungen der Europäischen Geotraverse beteiligt und an seismischen Messungen in antarktischen Gewässern auf der Polarstern und installierte mit anderen die erste digitale Breitband-Seismometer Messstation an einem aktiven Vulkan (der Semeru im Osten Javas). Er arbeitete auch am Kilauea in Hawaii, in Chile, Kolumbien, Peru, Alaska (Mount St. Augustine) und China.
2005 erhielt er die Walter-Kertz-Medaille.

## Schriften
- Herausgeber und Autor mit Hans-Peter Harjes: Die Erde im Visier: die Geowissenschaften an der Schwelle zum 21. Jahrhundert, Springer 1999
- Am Rande des Kraters : die unheimliche Faszination der Vulkane, Berlin Verlag 2010
- Kalifornische Impressionen, Societäts-Verlag 1993